# He’s Unbelievable
He’s Unbelievable – piosenka pop niemieckiej piosenkarki i autorki tekstów, Sarah Connor. Kompozycję napisali i wyprodukowali Rob Tyger i Kay Denar. Utwór został wydany jako trzeci singel z drugiego albumu artystki, Unbelievable (2002). Piosenka posiada muzyczne elementy hitu Tupaca z 1996 roku – „California Love”.

## Formaty i lista utworów singla
EU Maxi CD singel
1. „He’s Unbelievable” (UK Radio Edit)
2. „He’s Unbelievable” (Kayrob Radio Rmx)
3. „He’s Unbelievable” (Album Version)
4. „He’s Unbelievable” (Detroit Club Mix)
5. „He’s Unbelievable” (Ced Solo Club Mix featuring Strawberry)
6. „He’s Unbelievable” (Ced Solo NYC Street Mix featuring Strawberry)
7. „He’s Unbelievable” (VideoUK Edit)

EU 2-nagraniowy CD singel
1. „He’s Unbelievable” (UK Radio Edit)
2. „He’s Unbelievable” (Album Rmx Version)

DE Maxi CD singel
1. „He’s Unbelievable” (Kayrob Video Mix)
2. „He’s Unbelievable” (Kayrob Radio Rmx)
3. „He’s Unbelievable” (UK Radio Edit)
4. „Please Take Him Back”
5. „He’s Unbelievable” (Detroit Club Mix featuring Strawberry)
6. „He’s Unbelievable” (Ced Solo Club Remix featuring Strawberry)
7. „He’s Unbelievable” (Video German Version)

DE 2-nagraniowy CD singel
1. „He’s Unbelievable” (Kayrob Video Mix)
2. „Please Take Him Back"

UK CD singel
1. „He’s Unbelievable” (UK Radio Edit)
2. „He’s Unbelievable” (Ced Solo Club Mix featuring Strawberry)
3. „He’s Unbelievable” (Ced Solo NYC Street Mix featuring Strawberry)
4. „He’s Unbelievable” (D-Bop Mix/Radio Edit)
5. „He’s Unbelievable” (Video UK Edit)

UK CC singel
1. „He’s Unbelievable” (UK Radio Edit)
2. „He’s Unbelievable” (Ced Solo Club Remix featuring Strawberry)

SP Promo CD
1. „He’s Unbelievable”
2. „De Sarah Tu Amor” (From Sarah with Love po hiszpańsku)

## Pozycje na listach
"He’s Unbelievable” nie podbił list przebojów jak jego poprzednik „Skin on Skin”. Singel zajął zaszczytne 16. miejsce na niemieckiej liście sprzedaży singli, zaś na pozostałych listach utrzymywał się co najwyżej w pierwszej 50. W 2004 utwór zajął #77 pozycje na liście TOP 100 Ausralia.
| Lista przebojów (2003)                        | Najwyższa pozycja |
| --------------------------------------------- | ----------------- |
| Austria (Media Control AG)                    | 36                |
| Belgia (Ultratop Flamandia)                   | 55                |
| Belgia (Ultratop Wallonia)                    | 53                |
| Europa (Eurochart Hot 100)                    | 56                |
| Europa (Eurochart Hot 50)                     | 18                |
| Holandia (Veronica)                           | 49                |
| Francja (SNEP)                                | 46                |
| Litwa (TMP LITUANIE)                          | 1                 |
| Niemcy (Media Control AG)                     | 16                |
| Polska (Airplay)                              | 18                |
| Rumunia (Airplay)                             | 6                 |
| Szwajcaria (Media Control AG)                 | 50                |
| Wielka Brytania (The Official Charts Company) | 39                |
| Airplay World Official Top 100                | 67                |
| World Singles Official Top 100                | 73                |
| Lista Przebojów (2004)                        | Najwyższa pozycja |
| Australia (ARIA)                              | 77                |